# Étangs du Vélodrome
Les étangs du Vélodrome sont un espace « naturel », ouvert au public, situé entre Albert et Aveluy dans le département de la Somme, propriété de la ville d’Albert.

## Histoire
Dans la seconde moitié du XIXe siècle, l’industrie mécanique se développa à Albert. En 1897, l’usine de cycles Rochet construisit, en bordure de l’Ancre, une piste d’essai pour cycles, de 333 mètres de long, d’où le nom de Vélodrome.
À la suite d’inondations, le vélodrome fut abandonné et remplacé par un étang creusé en 1906. Un second étang fut creusé et un terrain de football fut aménagé entre les deux étangs.
Les étangs du Vélodrome devinrent un lieu prisé des pêcheurs et des promeneurs.
En 2010, la ville d’Albert décida de rénover cet espace de loisirs selon les normes du développement durable.
En 2013, le Vélodrome était profondément transformé.

## Caractéristiques
Le Vélodrome est un espace de 24 ha dont 7 ha d’espace naturel protégé. Le site du Vélodrome dont l’accès est réservé aux piétons et aux cyclistes est traversé par l’Ancre. Il est divisé en plusieurs espaces :

### Les deux étangs
Bordés d’arbres, alimentés par l’Ancre ils sont consacrés au loisir de la pêche :
- l’étang du Vélodrome, le plus ancien et le plus vaste est situé le plus à l'est de la ville à proximité de la commune d'Aveluy, il alimente un troisième étang situé de l’autre côté de la voie ferrée;
- le Nouvel étang, de taille plus réduite, situé plus à l'ouest et plus près de la ville, est également ouvert aux activités nautiques (pédalo, barque, modélisme…).

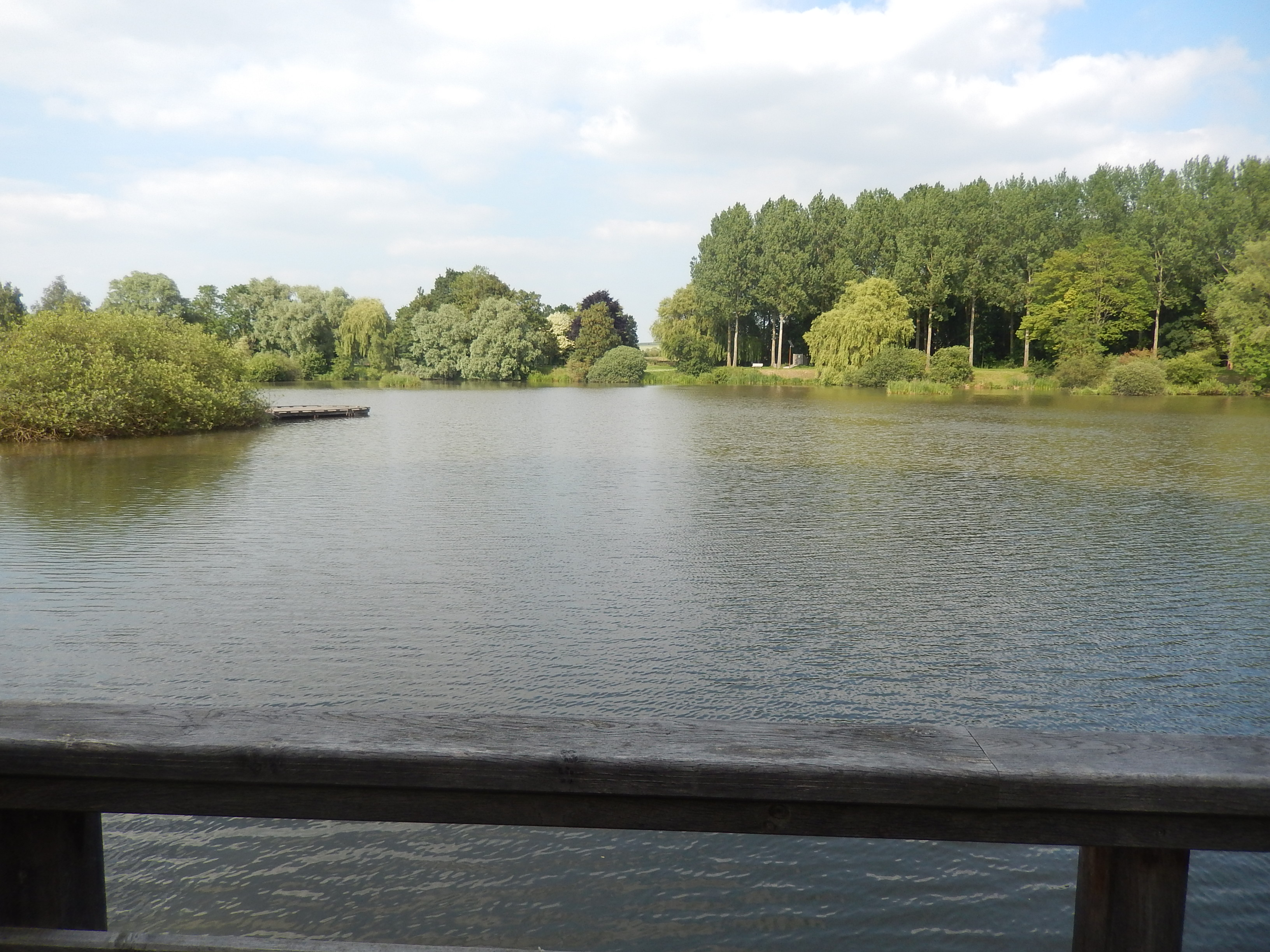
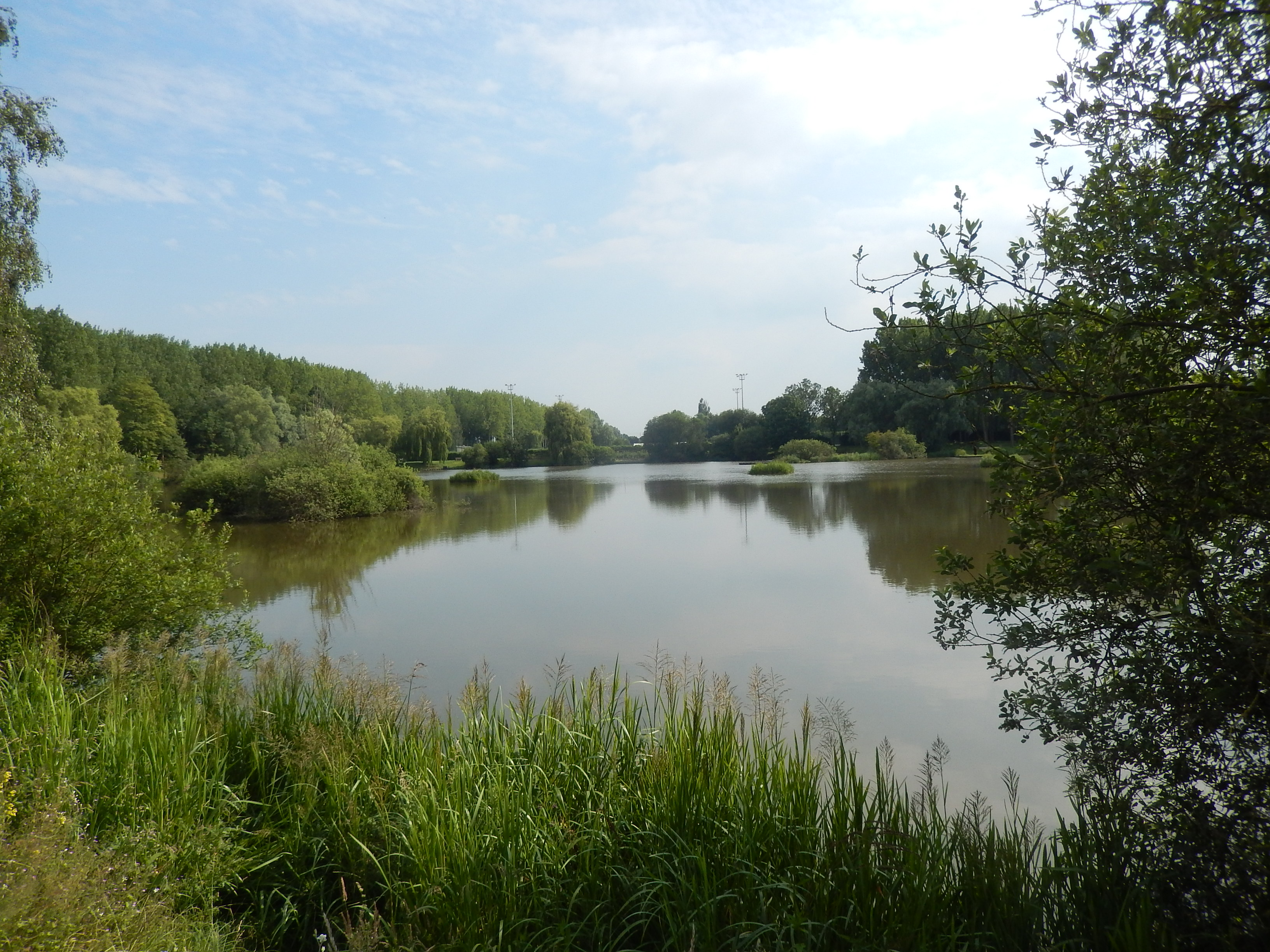
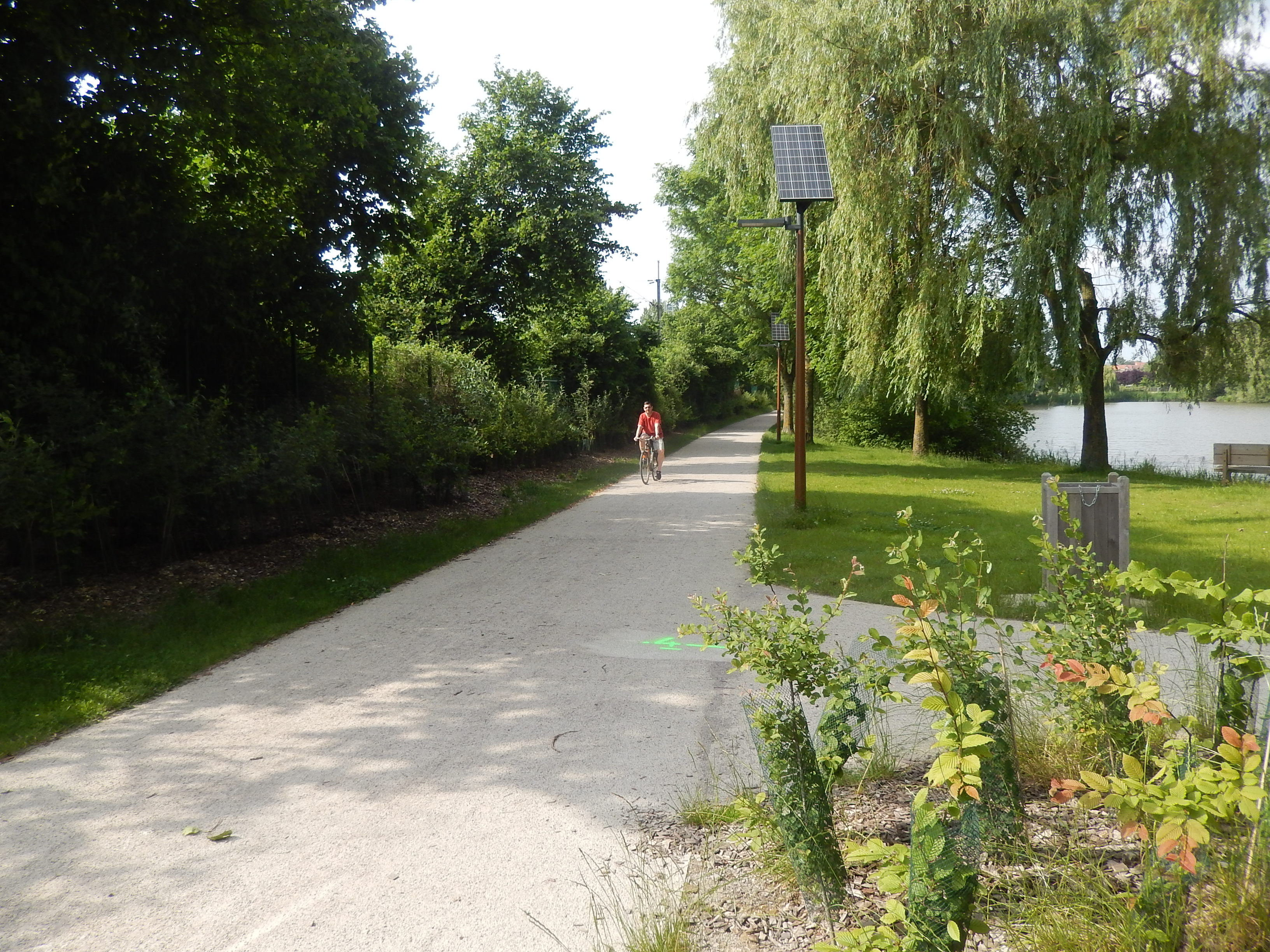
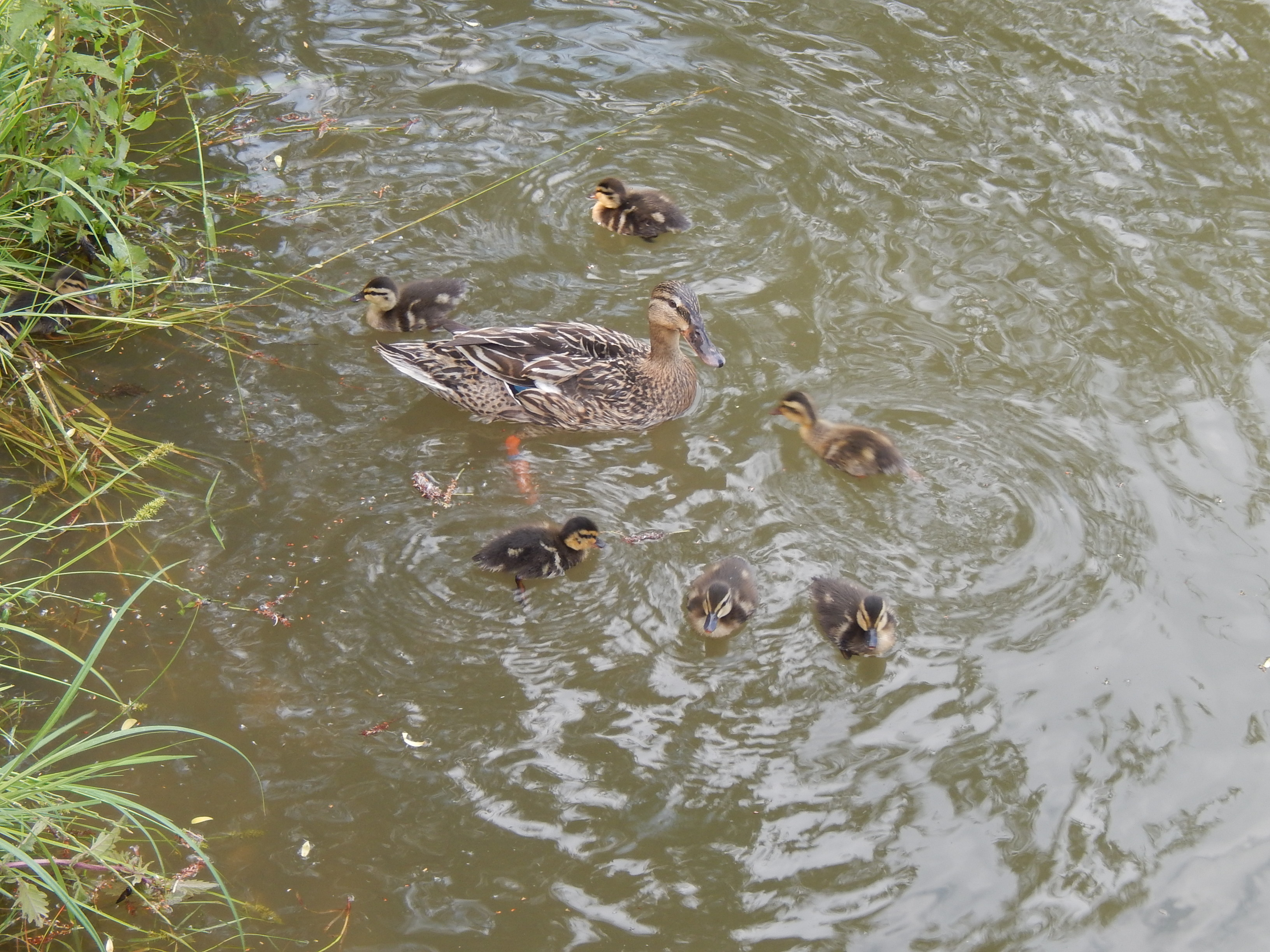

### Les installations sportives
- Les deux étangs sont séparés par deux terrains de football et un practice de golf.

- Des allées  permettent de faire le tour des étangs et une allée permet de rejoindre la gare en longeant la voie ferrée. Elles sont ouvertes aux piétons et aux cyclistes[1].

### Le site Bonaventure
- Le site Bonaventure, de sept hectares, constitué par un étang  et un terrain arboré. C’est un espace protégé pour la faune et la flore dans lequel des observatoires d’animaux ont été aménagés. L’accès en est réglementé[1],[2].

### La prairie Petitprez
- C’est un espace qui n’est pas encore aménagé. Actuellement, la prairie est entretenue par trois vaches aux caractéristiques rustiques, de race Highland.

### Faune
On voit dans cet espace de nombreuses espèces telle le canard colvert, la poule d'eau, le cygne, l'oie, le héron cendré, le cormoran, la grenouille rousse et la grenouille verte, la libellule avec le caloptéryx éclatant ou l'agrion éclatant, et l'agrion à larges pattes, et des poissons - mais c'est un lieu de pêche.

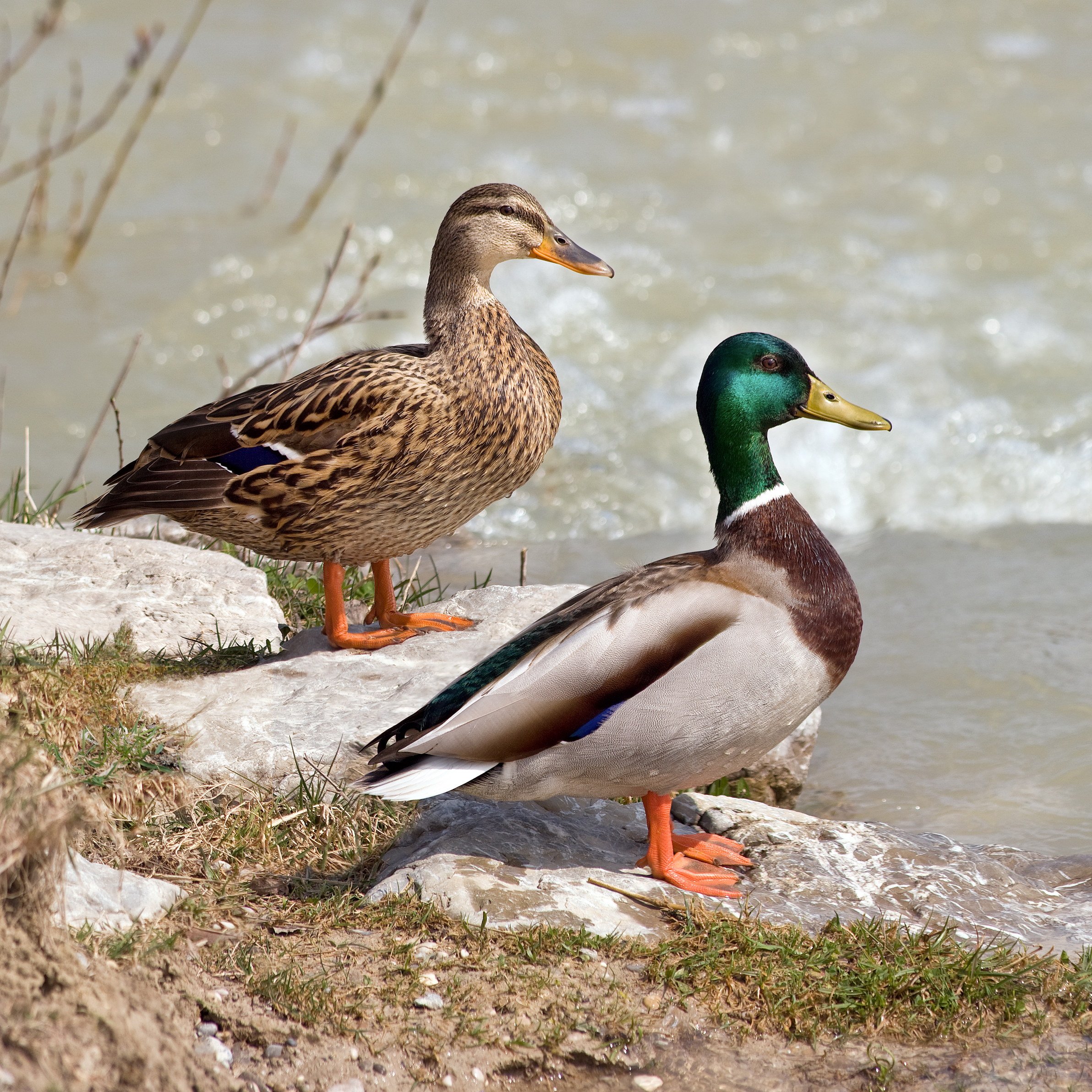
canard colvert
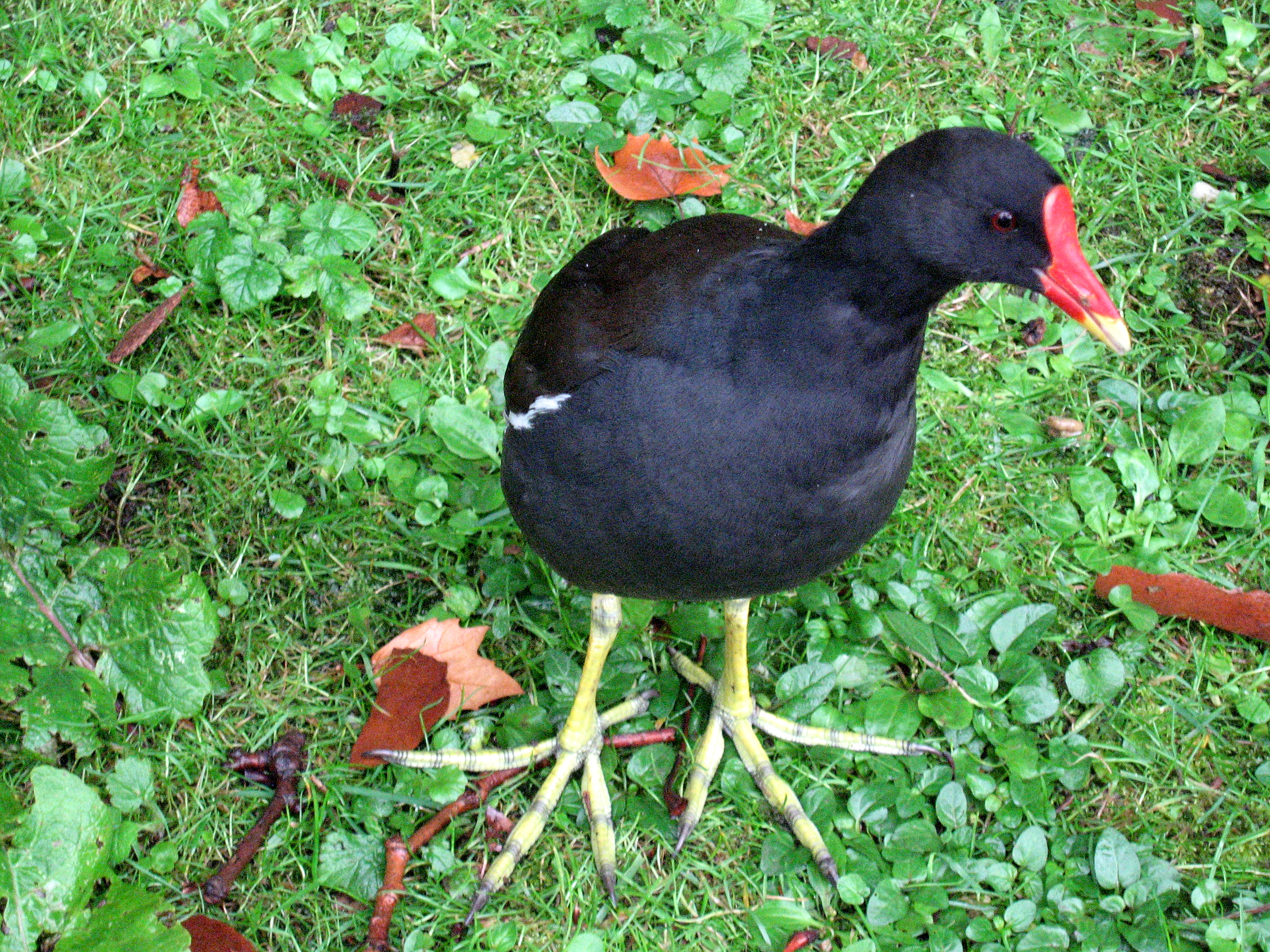
poule d'eau
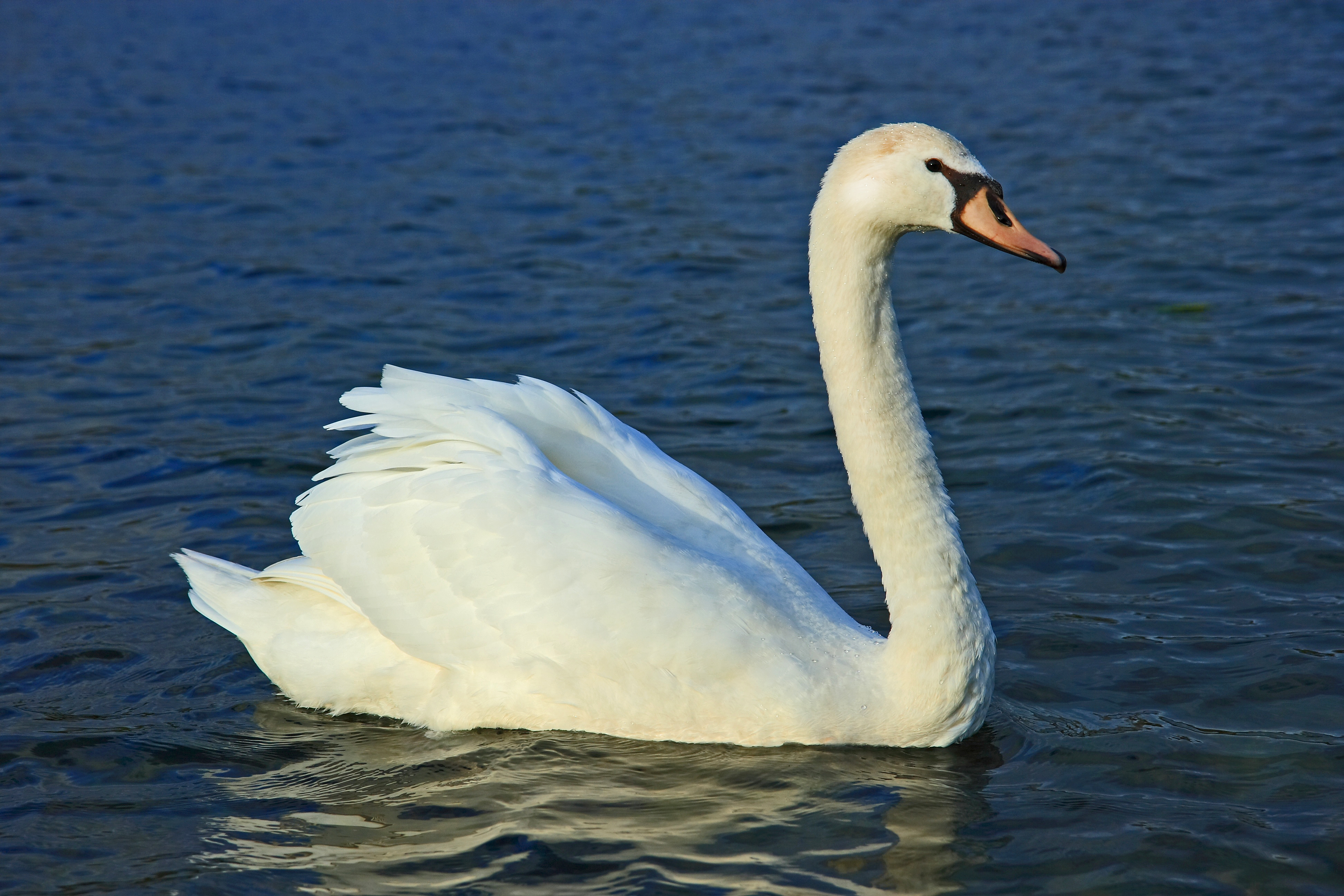
cygne
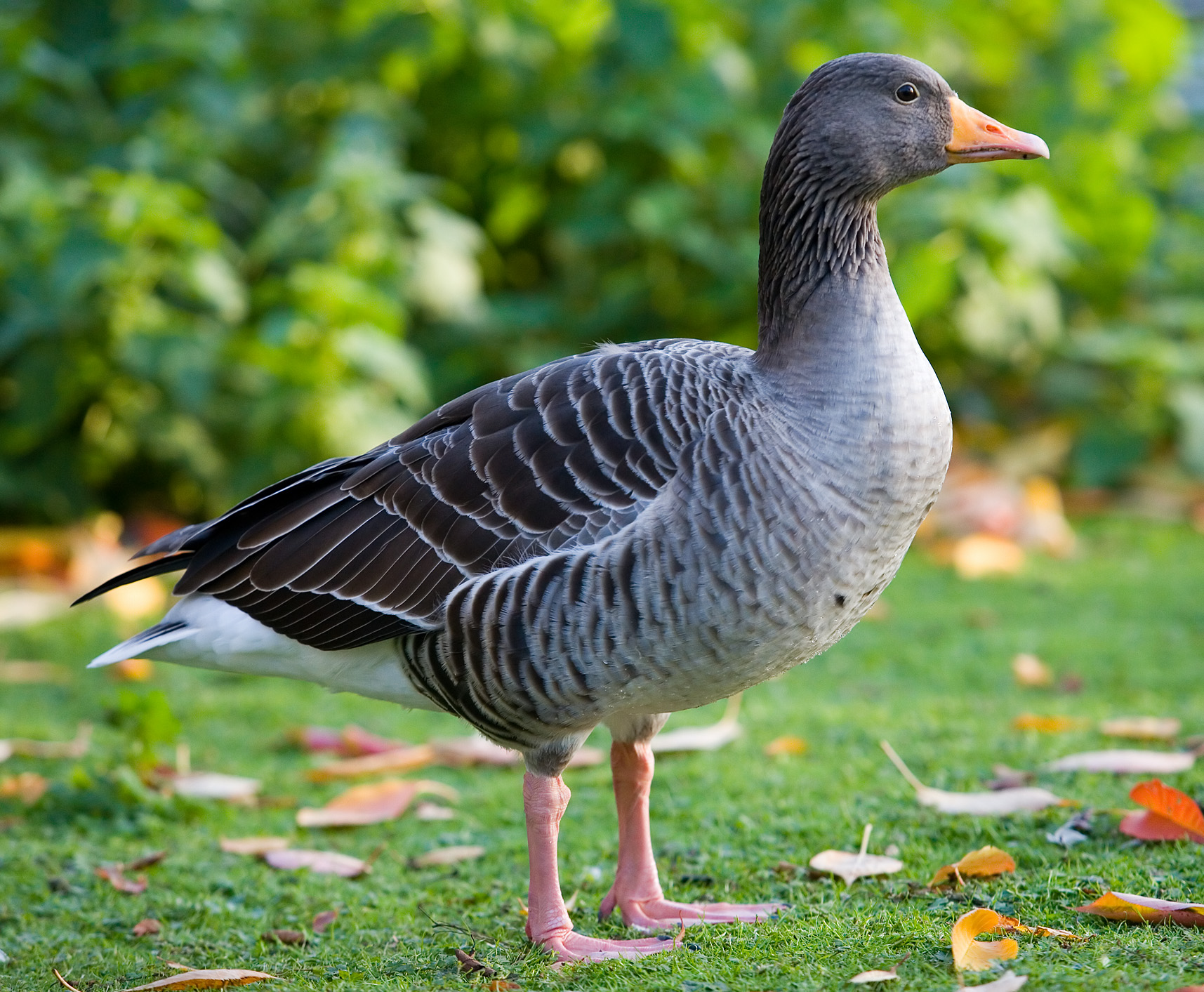
oie
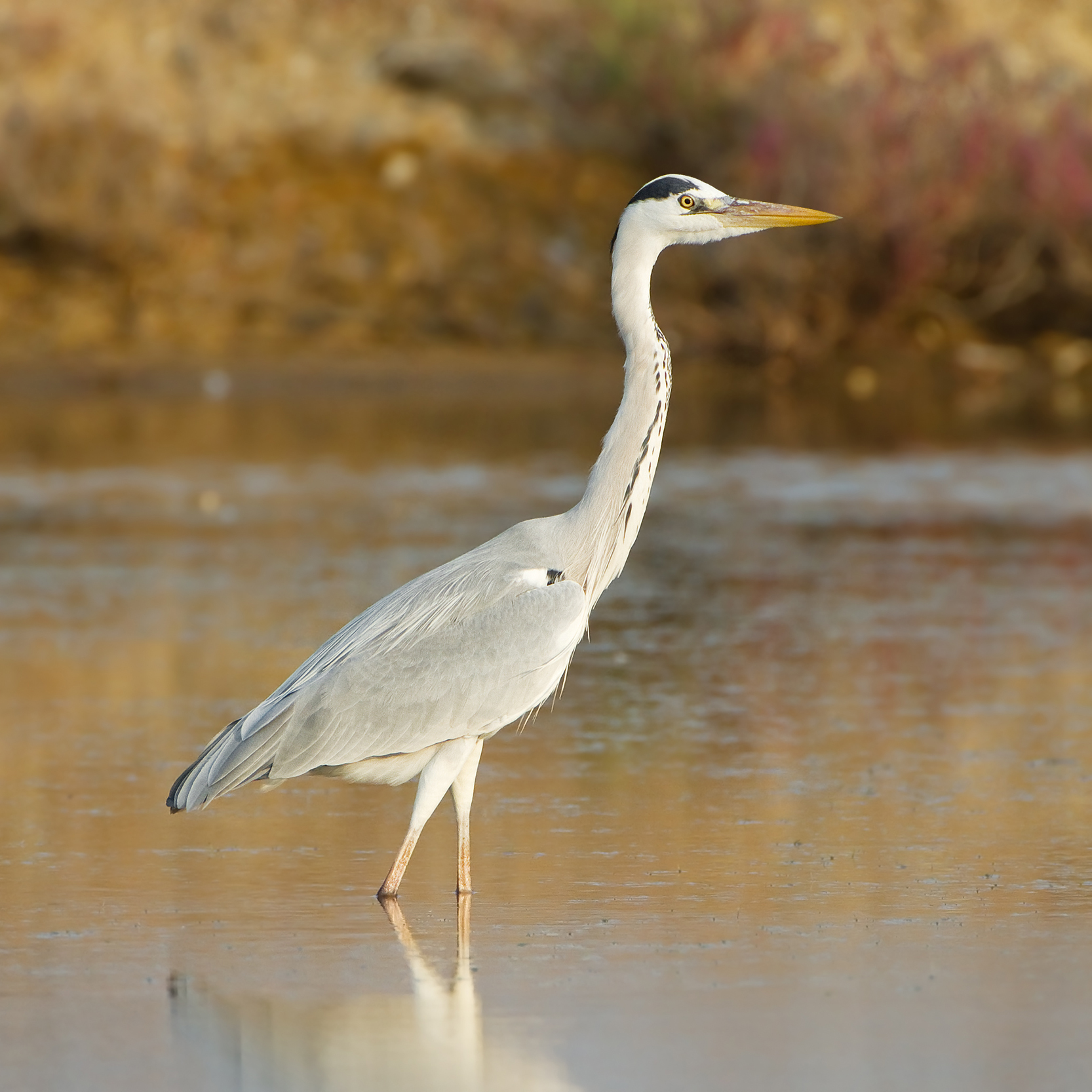
héron cendré
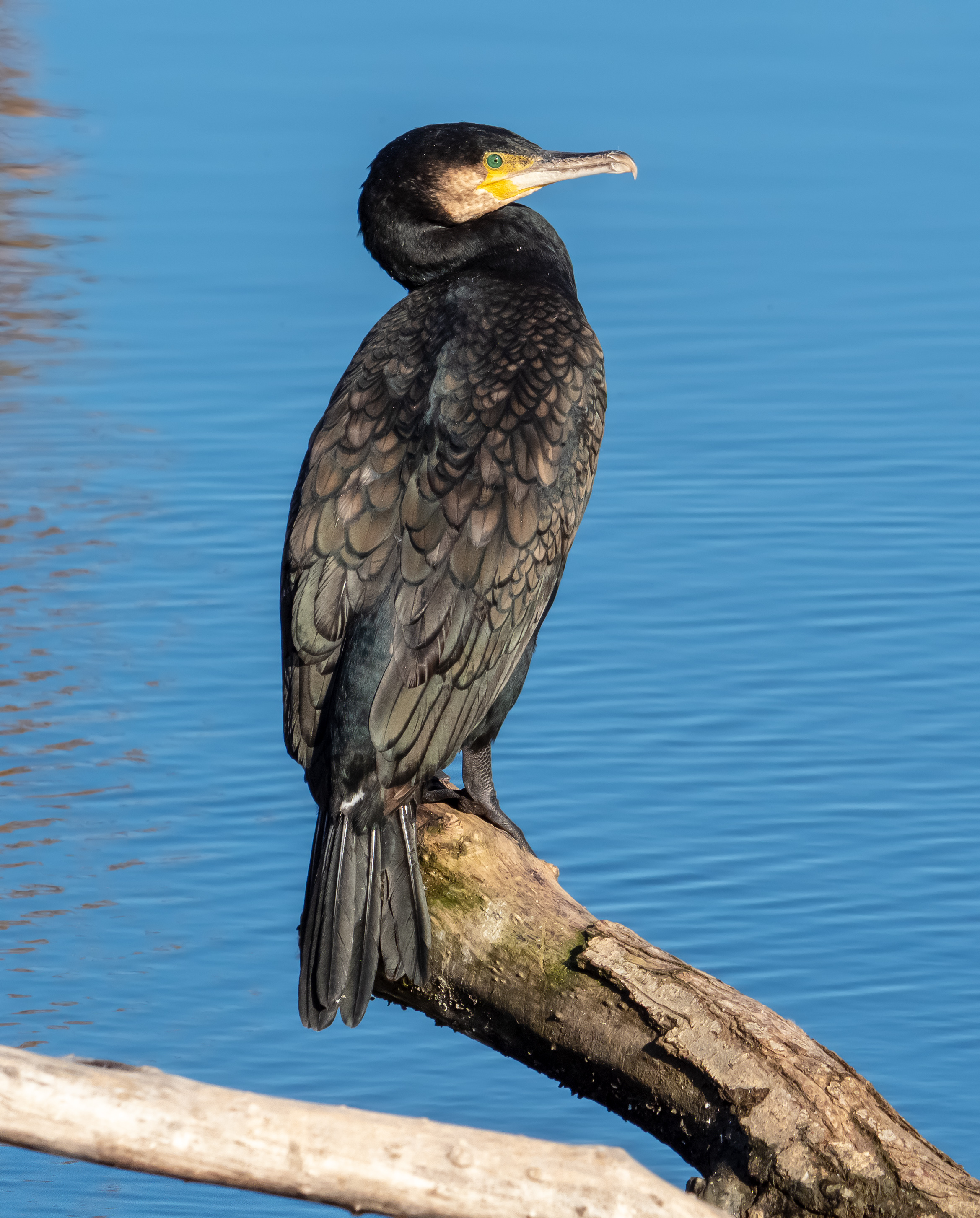
cormoran
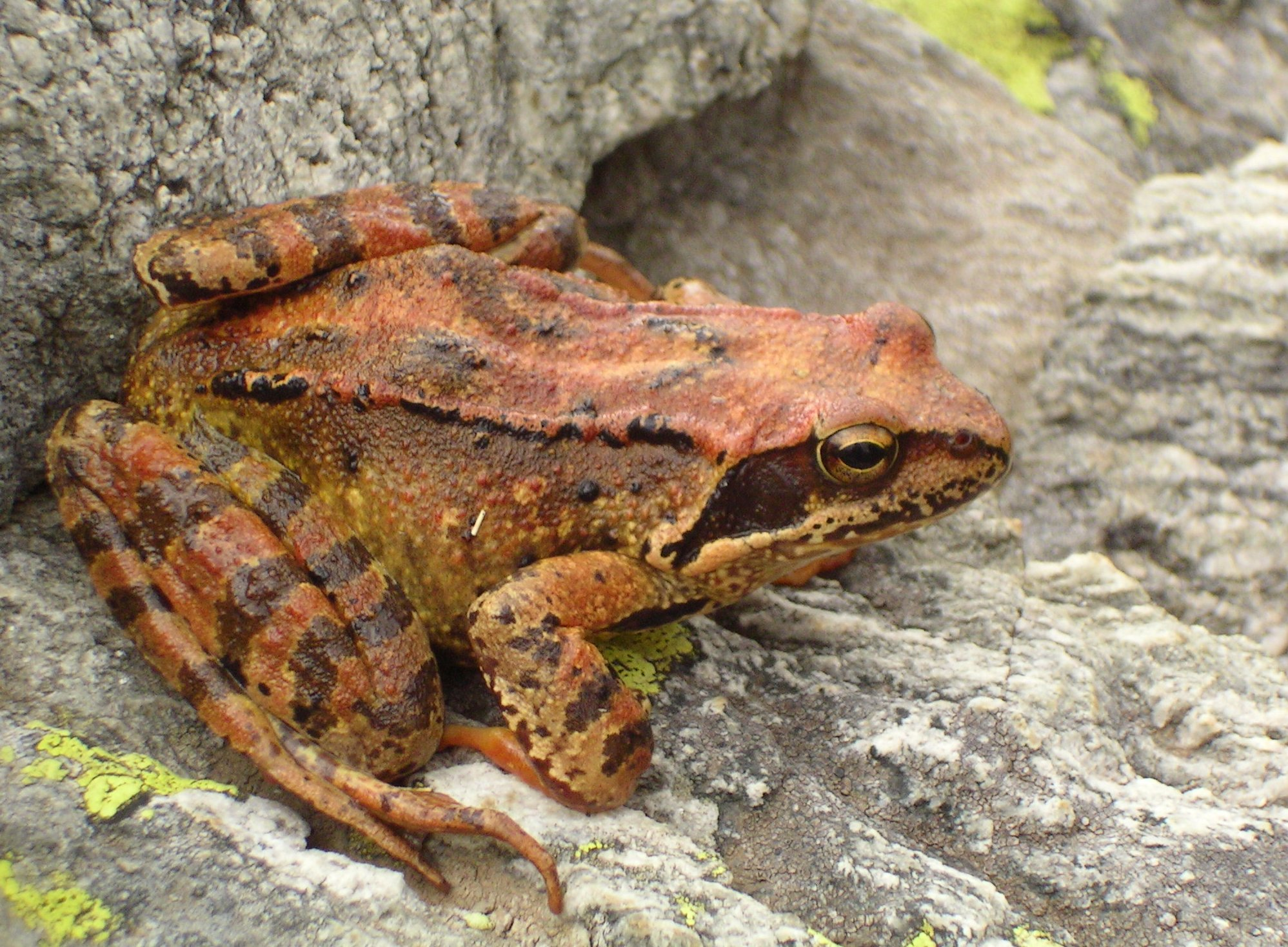
grenouille rousse
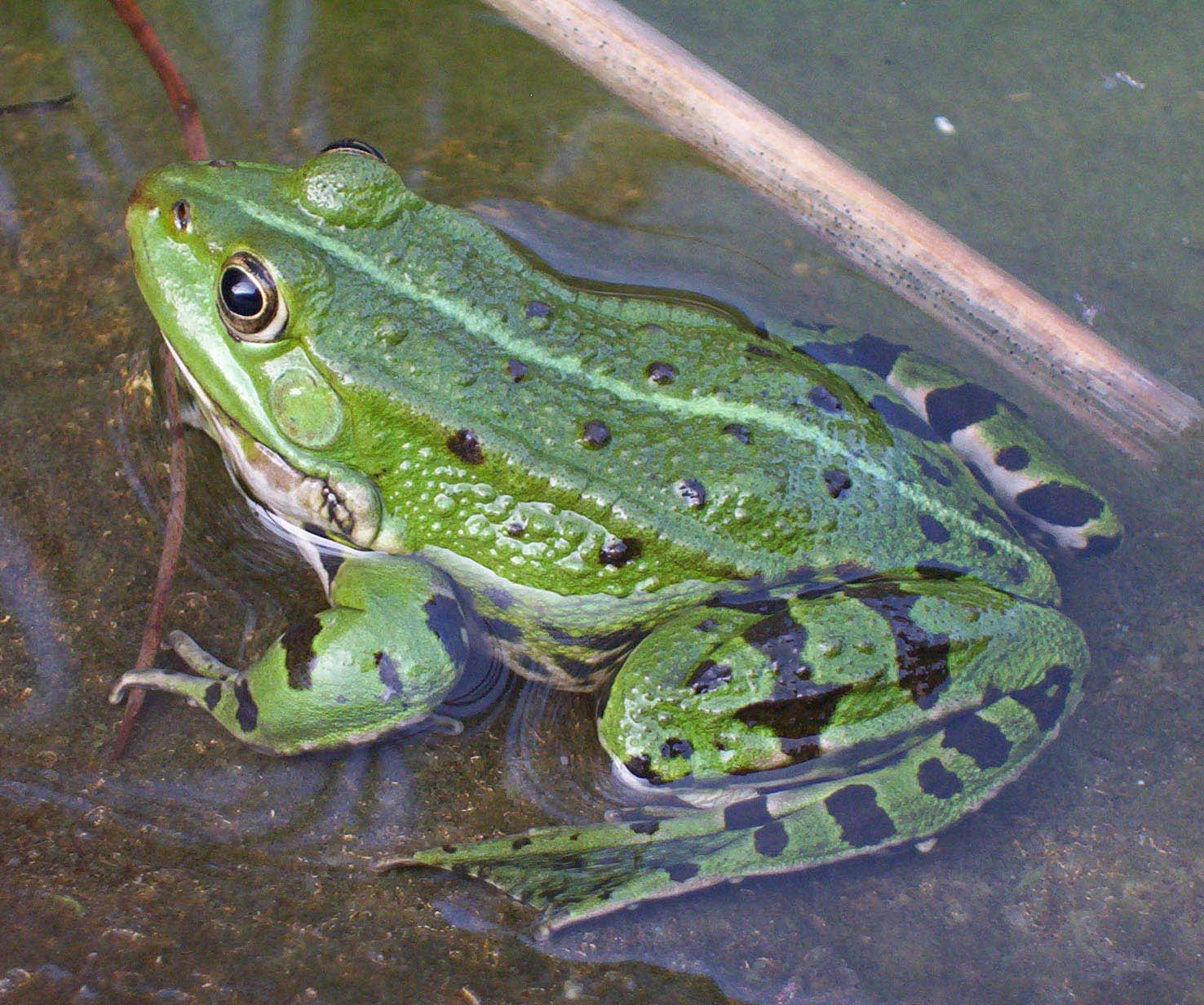
grenouille verte
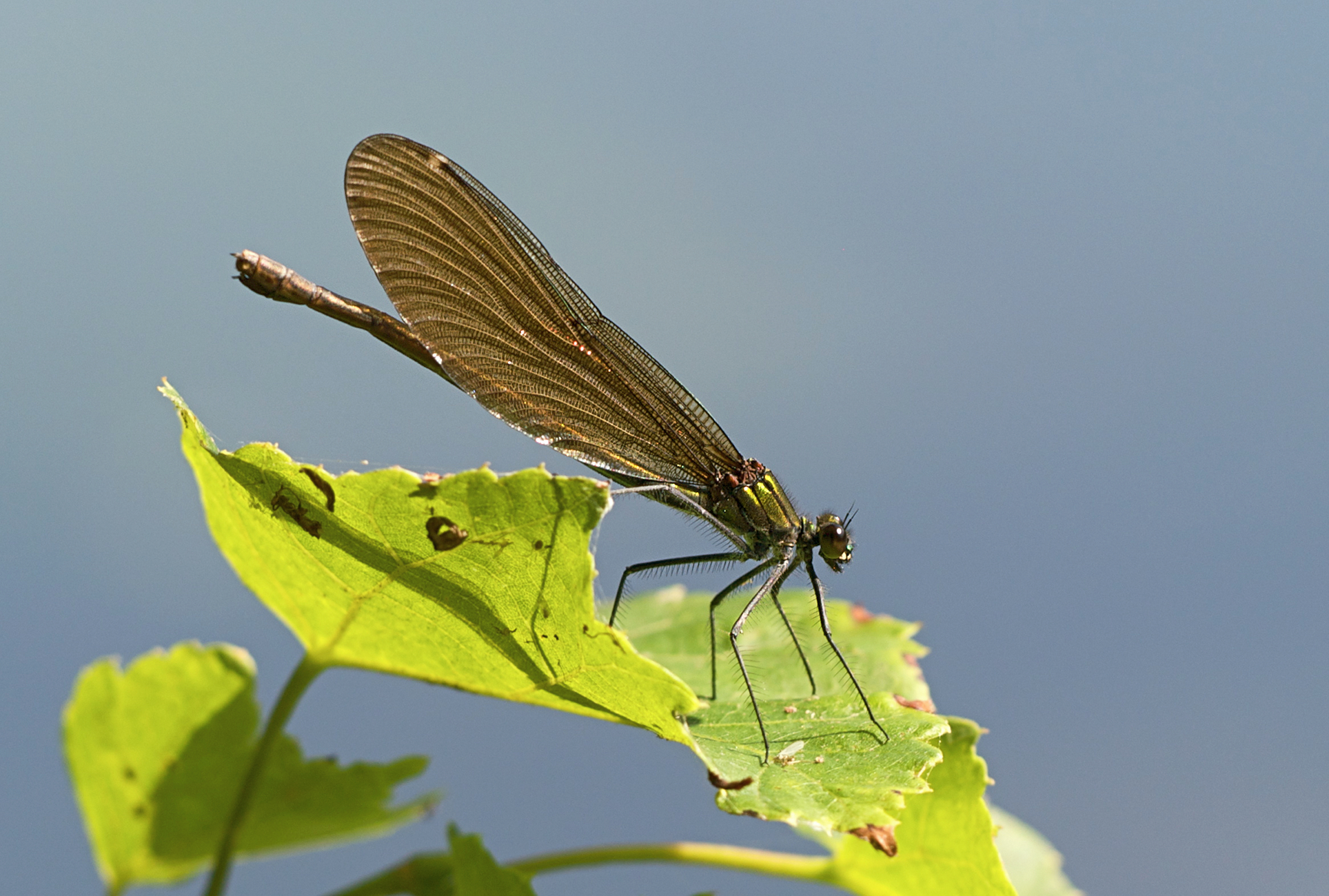
caloptéryx vierge
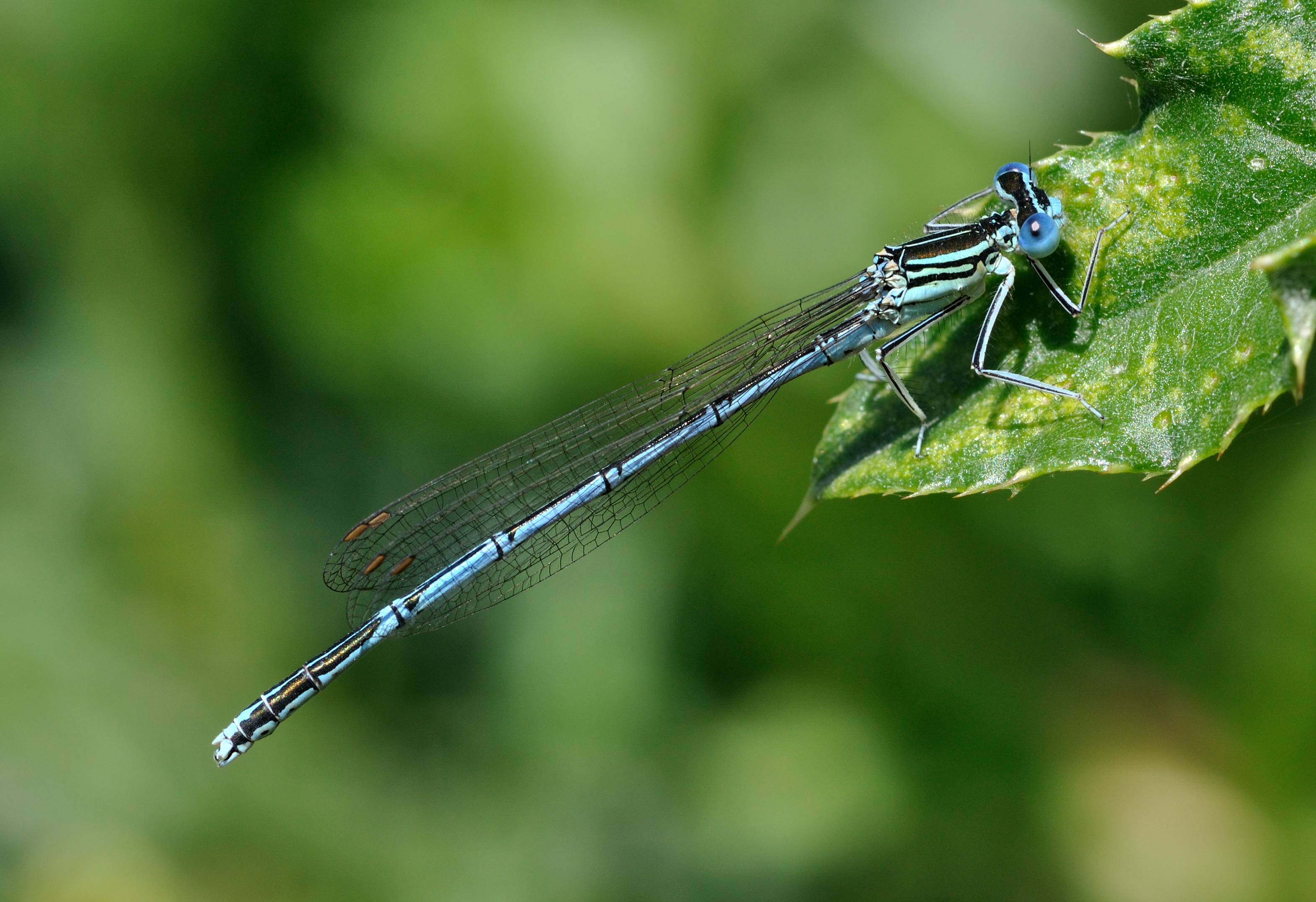
agrion à larges pattes

### Flore
Dans ce site, en plus des saule, iris, et prêle des marais, on peut aussi observer les plantes plus rares comme le myosotis des marais, le plantain d'eau, la bardane des bois, le chardon crépu, la menthe aquatique, le trèfle champêtre.

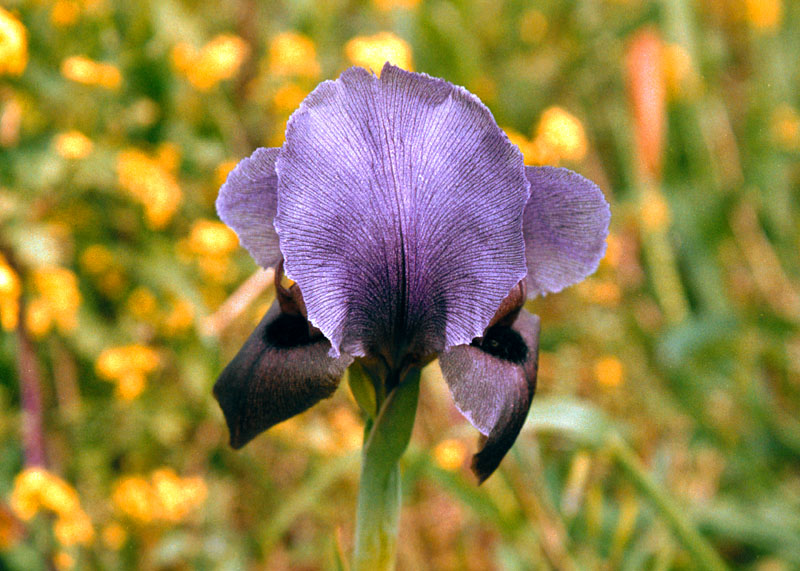
iris
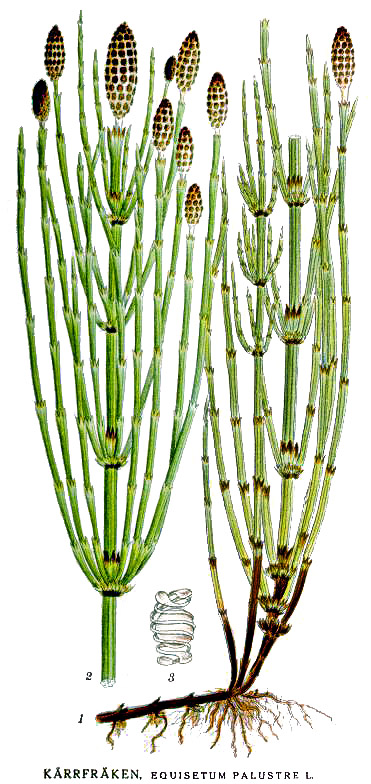
prêle des marais
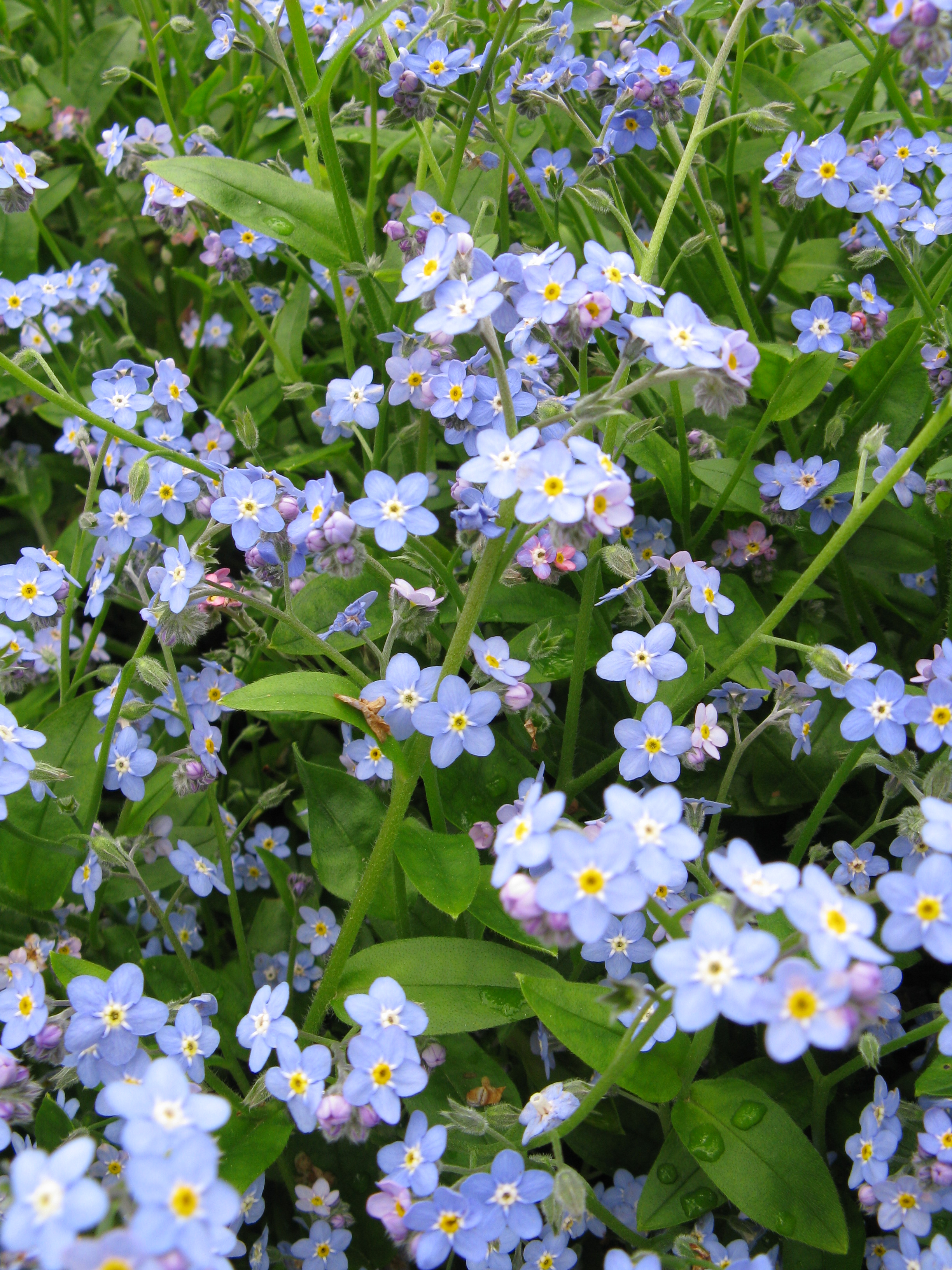
myosotis des marais
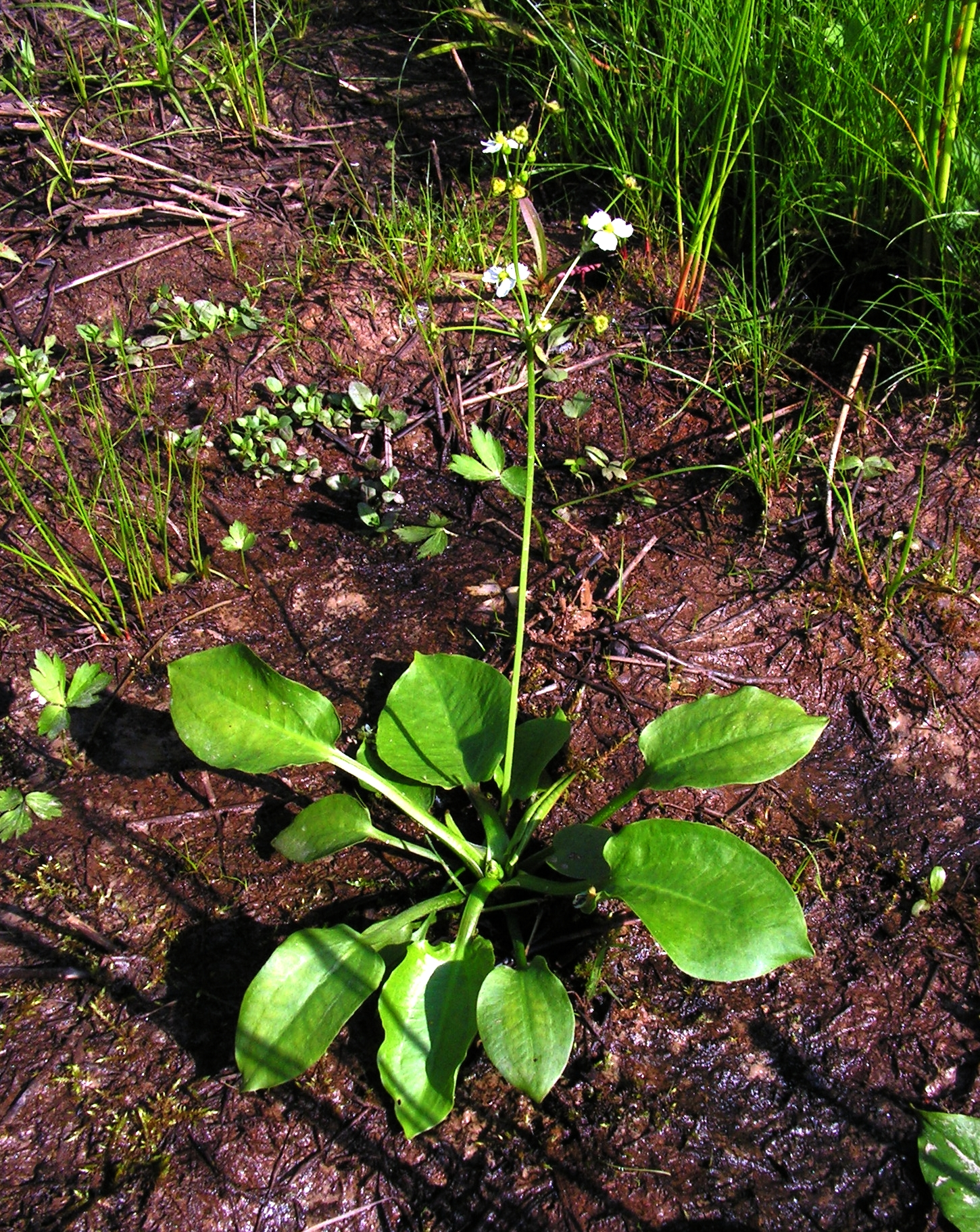
plantain d'eau
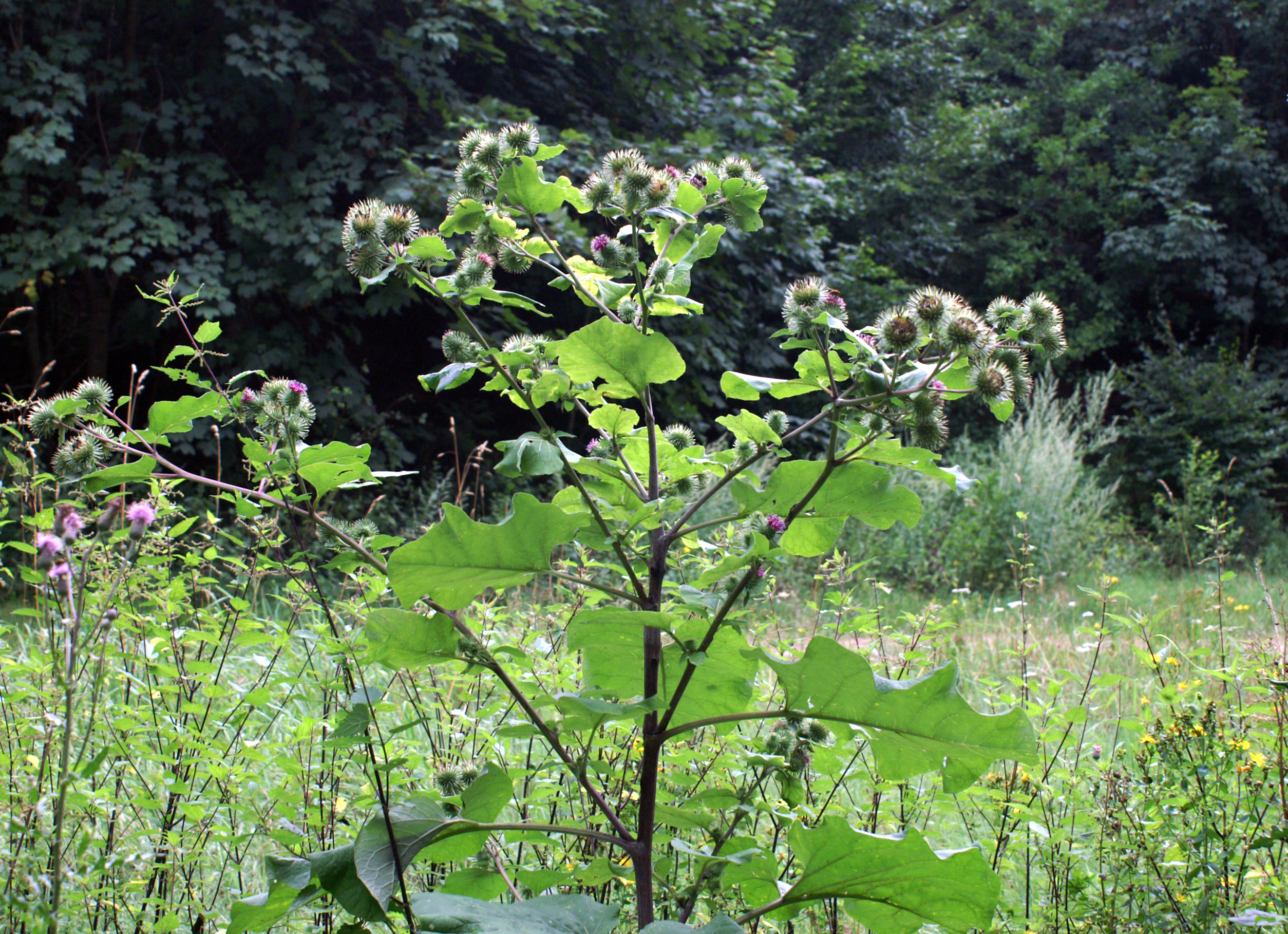
bardane des bois
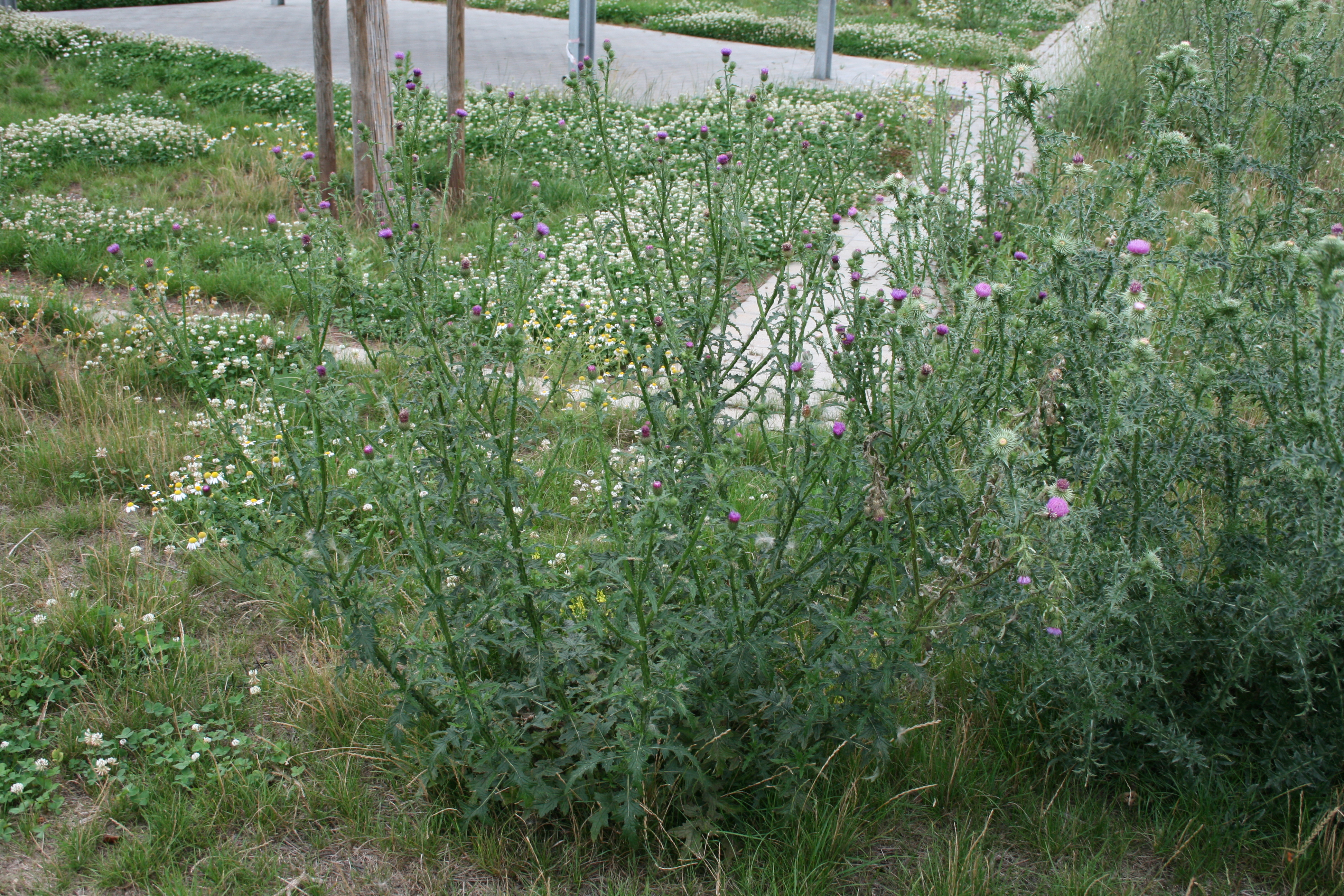
chardon crépu
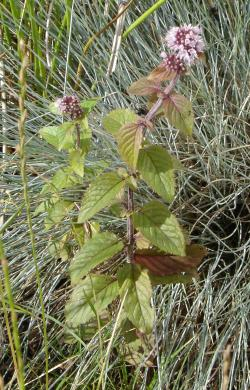
menthe aquatique
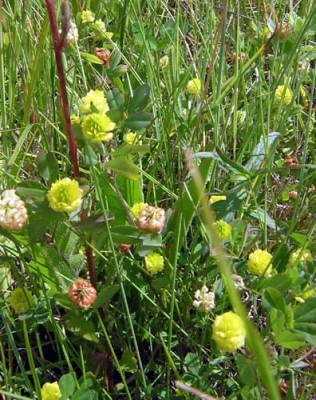
trèfle champêtre

## Proximité
Un camping classé deux étoiles de soixante-quinze emplacements et avec une aire pour camping-cars est situé avant l'entrée côté Albert.